# Tirana
Tirana (albansko Tiranë ali Tirana, gegovsko Tirona) je glavno mesto Albanije in z okoli pol milijona prebivalci (samo mesto 400.000, z okolico 600.000) največje mesto v državi. Glavno mesto je postala leta 1920, pred tem je to bil Drač.
Je kulturno, politično in gospodarsko središče države, v njej imajo sedež albanska vlada, parlament, predsednik in vrhovno sodišče. Je središče istoimenske pokrajine (qark) in občine. V Tirani je tudi več kulturnih, izobraževalnih in znanstvenih institucij nacionalnega pomena, mdr. prva albanska univerza (od 1957) in Albanska akademija znanosti (ustanovljena 1973).

## Zemljepis
Tirana leži v osrednji Albaniji na prehodu med nižinsko in hribovito pokrajino, ob vznožju gore Dajti (1611 m nm. v.). Od jadranske obale, na kateri leži drugo največje albansko mesto Drač, jo ločuje okoli 30 kilometrov zračne razdalje. Hribi obdajajo Tirano z vzhoda, juga in zahoda, proti severozahodu pa se odpira dolga ravnina do morske obale.
Skozi severni del mesta teče reka Tirana; mestno središče prečka rečica Lana, ki se izliva v Tirano. Nekaj južneje od mesta teče reka Erzen. V okolici Tirane so številna akumulacijska jezera.
Podnebje je subtropsko vlažno (Cfa) z vročimi pomladmi in poletji ter deževnimi zimami. Povprečna julijska temperatura je 24 °C in januarska 6,7 °C, temperature pod lediščem so redke. Z okoli 1266 milimetri padavin letno je Tirana med bolj namočenimi evropskimi mesti, s približno 2500 urami sonca letno pa tudi med najbolj sončnimi.

## Zgodovina

### Pred nastankom mesta
Arheološke najdbe nakazujejo, da je bilo ozemlje poseljeno že od prazgodovine. Leta 1972 so med gradbenimi deli odkrili ostanke rimske hiše (mozaik), ki so najstarejši dokaz kontinuirane poselitve na mestu današnje metropole. V 6. stoletju je bizantinski cesar Justinijan I. tu dal zgraditi grad Tirkan, vendar je bil kraj še vedno razmeroma nepomemben. V srednjem veku so tu vzniknili zaselki in kasneje vasi.
Vas z imenom Tirana omenjajo beneške listine iz leta 1418, ko je Albanija že spadala pod Osmansko cesarstvo. Leta 1510 je katoliški duhovnik Marin Barleti v svoji biografiji Skenderbega Historia de vita et gestis Scanderbegi Epirotarum principis pisal o Mali Tirani in Veliki Tirani.

### Osmansko mesto
Leta 1614 je fevdalec Sulejman Paša Mulleti v Tirani ustanovil mesto in dal zgraditi Staro džamijo (ki je obstala do druge svetovne vojne), hamam in tržnico. Po zapiskih avstrijskega diplomata Johanna Georga von Hahna so sicer v Tirani že pred tem obstajali bazar in več mlinov. Mesto se je razvilo v pasu od desnega brega reke Lane naprej proti severu proti današnjemu Skenderbegovemu trgu in cesti Rruga e Barrikadave. Skozi čas je bilo tod zgrajenih skupno devet džamij.
Po zaslugi mimoidočih trgovskih poti je mesto počasi raslo. V 18. stoletju je osmanska oblast stari srednjeveški grad obnovila in posodobila v klasično turško trdnjavo. V 19. stoletju so v mesto začeli prihajati naseljenci pravoslavne vere z vzhoda, iz okolice Korče in Pogradca. Naseljevali so se na območju današnjega mestnega parka, ki se nahaja na jugu današnje metropole.
Leta 1889 so v Tirani začele delovati prve šole v albanskem jeziku. V 19. stoletju so bili v Tirani številni konzulati zahodnih držav.

### Prva polovica 20. stoletja
Medtem ko je bila Tirana do začetka 20. stoletja nepomembno osmansko mesto, kakršnih je bilo po vsem cesarstvu na tisoče, sta leto 1912 (razglasitev neodvisnosti Albanije) in pozneje še 1920 pomenili prelomnico: Tirana je postala prestolnica. Za to je bila zaslužna predvsem njena lega: prejšnja prestolnica Drač je bila ranljiva za napade z morja. Takrat je Tirana imela le 17.000 prebivalcev. Politično odločitev o ustanovitvi nove prestolnice so sprejeli na kongresu v mestu Lushnja januarja 1920. Izbrana je bila predvsem kot mesto na meji med Gegi in Toski, kot nekakšen kompromis med obema etničnima skupinama Albancev. Kljub temu izbira Tirane ni bila pogodu katoliškemu prebivalstvu severa Albanije, ki je hotelo, da glavno mesto postane Skader.
Leta 1923 so s pomočjo avstrijskih strokovnjakov sprejeli prvi urbanistični načrt za razvoj mlade metropole. Projekt je predvideval oblikovanje pravokotne mreže ulic, popolnoma drugačne od obstoječe; za njegovo uresničitev bi bilo treba porušiti številne hiše, kar je bilo v veliki meri neizvedljivo, zgradili pa so široke bulvarje do mestnega središča. Kljub vsemu je Tirana ostala mesto podeželskega značaja z minimalnimi kulturnimi dejavnostmi za lokalno prebivalstvo, s prevozom, sestavljenim predvsem iz konjskih in volovskih vpreg. Maloštevilni avtomobili so pripadali v glavnem diplomatskim predstavništvom ali albanski vladi.
Leta 1925 se je v Tirano preselil red bektašev, potem ko so ga v Turčiji prepovedali.
Nove načrte za razvoj mesta sta v drugi polovici dvajsetih let uresničila Florestano de Fausto in Armando Brasini, znana arhitekta Mussolinijeve dobe v Italiji. Njun projekt prenove mesta se je zgledoval po italijanski praksi ulic, ki se žarkasto iztezajo iz mestnega središča. Čeprav njun projekt ni bil v celoti uresničen, sta se zapisala v zgodovino mesta s stavbami, kot so Narodna banka ali zgradbe ministrstev. Z njima so sodelovali tudi nekateri avstrijski arhitekti. Zgrajeni so bili novi hoteli. Za revno Albanijo je bilo preurejanje mestnega središča izjemno drag proces, ki je počrpal precejšen del takratnega državnega proračuna. Vendar pa je finančno podporo zagotovila tudi Italija. Prvotni projekt so pozneje revidirali in izključili nekatere dražje zgradbe.
Število prebivalcev je takrat doseglo 25 tisoč, pred drugo svetovno vojno pa je preseglo trideset tisoč. Takrat mesto ni imelo vodovoda ali kanalizacije, z izjemo novogradenj so ga večinoma sestavljale nizke stavbe iz osmanskih časov. Zato je mesto odredilo, naj bodo novogradnje visoke vsaj dve nadstropji. Premaknile so se tudi upravne meje mesta.
Po italijanski okupaciji Albanije leta 1939 in ustanovitvi marionetne države je bil predviden nadaljnji razvoj mesta proti jugu, proti današnjemu Trgu Matere Tereze in sedežu univerze. Nalogo razširiti sodobno mestno središče je dobil še en italijanski arhitekt, Gherardo Bosio. Širitev bulvarja so spodbudile zamisli o izvajanju spektakularnih vojaških parad. Načrt je predvideval tudi oblikovanje novih stanovanjskih ali industrijskih con okoli mesta. Italijani so predvidevali, da bo Tirana postala mesto s 60.000 prebivalci. Nova vladna palača naj bi se v italijanščini imenovala Casa del fascia in bi bila središče metropole.
Med vojno je bilo v Tirani dejavno odporniško gibanje, ki je leta 1941 poskušalo izvesti atentat na italijanskega kralja Viktorja Emanuela III. Po ustanovitvi albanske komunistične partije je mesto postalo eno od središč boja proti okupatorju, obstajal pa je tudi nekomunistični odpor pod vodstvom Muharrema Bajraktarija in Myslima Peze. V mestu so se redno dogajali napadi na Italijane in na Albance, ki so sodelovali z njimi. Po kapitulaciji Italije je v Tirani krajši čas delovala nemška vojska. Mesto je bilo osvobojeno v boju 17. novembra 1944, ko so bili Nemci poraženi in prisiljeni k umiku. Boji so skupaj trajali tri tedne.

### Ljudska republika Albanija
Po ustanovitvi socialistične Albanije se je mesto razvijalo najprej s pomočjo Jugoslavije, pozneje Sovjetske zveze in nazadnje Ljudske republike Kitajske. V središču so zrasle meščanske hiše po navdihu vzhodne Evrope in prvi sodoben park (Parku Rinia). Zrušene so bile cele mestne četrti; izginil je stari orientalski bazar, porušena je bila pravoslavna katedrala, zgrajene so bile stavbe v slogu socialističnega realizma, kasneje pa tudi sodobne arhitekture in brutalizma. Med njimi so na primer Narodni zgodovinski muzej na Skenderbegovem trgu, Kulturni dom (darilo ZSSR), hotel International in nekatere vladne zgradbe. Modernih stolpnic je bilo v primerjavi s tipično gradnjo vzhodnega bloka presenetljivo malo. Zgrajenih je bilo nekaj stanovanjskih stolpnic, vendar je večina prebivalcev živela v hišah, primerljivih s sovjetskimi hruščovkami. Montažna gradnja se je (za razliko od drugih vzhodnoevropskih držav) uporabljala le v omejenem obsegu, bloki pa so bili večinoma visoki dve do pet nadstropij. Pogosto so gradile prostovoljne delovne brigade.
Leta 1949 je Tirana dobila železniško povezavo z Dračem. Mesto je doživelo obsežno industrializacijo, spodbujali so predvsem inženirsko, obutveno in tekstilno industrijo (eden največjih obratov je bil kombinat za proizvodnjo tekstila v jugozahodnem predmestju, nekoč imenovana po Josifu Stalinu). Električno energijo za potrebe hitro rastočega mesta so proizvajale hidroelektrarne. Leta 1957 je bila ustanovljena univerza. Leta 1958 je bil s pomočjo ZSSR v Tirani zgrajen prvi sodoben filmski studio (imenoval se je »Nova Albanija« – albansko Shqipëria e Re) in posnet prvi albanski film z naslovom Tana. Filmski studio je sčasoma dal ime celotni soseski. Leta 1966 se je odprl živalski vrt.
Po navdihu kulturne revolucije se je Albanija odločila prepovedati religijo in v družbi uveljaviti strogi ateizem. To je privedlo do rušitve ali preureditev preostalih verskih objektov, predvsem džamij. Zaradi izolacionizma zasebno lastništvo vozil v komunistični Albaniji ni bilo nikoli razširjeno (sčasoma so ga prepovedali), zato je imelo mesto nekonvencionalen pridih, saj so bila glavna prevozna sredstva le javni prevoz, kolesa, tovornjaki in državni avtomobili. Gradnja je bila v glavnem zgoščena okoli glavnih bulvarjev. Čeprav je mesto postalo bolj strnjeno, razdalje v njem krajše (ker so se prebivalci preselili v večstanovanjske hiše), so se pojavile kronične težave z ogrevanjem in prenatrpanostjo večnadstropnih stavb. Albanska država kljub množični mobilizaciji za potrebe stanovanjske gradnje ni zmogla zagotoviti dovolj stanovanj v vseh mestih in še posebej v še vedno rastoči Tirani. Večina stavb je bila ustvarjena z nizko arhitekturno vrednostjo, da bi jih bilo čim lažje zgraditi.
V petdesetih letih 20. stoletja je imela Tirana okoli sto tisoč prebivalcev, leta 1972 pa je število prebivalcev znašalo okoli sto petdeset tisoč.

### Od padca komunizma do danes
Leta 1990 so se v Tirani in drugih albanskih mestih začeli protesti proti vodstvu države, ki so pripeljali do uvedbe večstrankarskega sistema in padca komunističnega režima v državi.
V devetdesetih letih se je mesto začelo počasi odpirati Zahodu. Pojavili so se prvi avtomobili, gradile so se nove džamije in cerkve. Zrušene so bile številne stavbe, propadajoče tovarne in industrijski obrati. Pojavili so se tuji investitorji in z njimi poslovne stavbe. Mesto so obiskale osebnosti kot Mati Tereza in Janez Pavel II. Tudi v zadnjih letih socialistične Albanije je bila Tirana dojeta kot mesto z najboljšimi življenjskimi razmerami, kar je privedlo do množičnega preseljevanja prebivalcev iz velikega dela Albanije (tako urbanega kot podeželskega) v metropolo. Leta 1995 je mestno prebivalstvo doseglo 240.000. Nastala so cela satelitska predmestja, kot so Kamëz severno, Babruja zahodno ali Yzberish jugozahodno od mesta.
Že tako postopoma propadajočo mestno infrastrukturo je dodatno preobremenil naval priseljevanja, poleg tega se je po Tirani razmahnila nezakonita gradnja. Leta 2000 je župan Tirane postal Edi Rama, ki je sprožil radikalno kampanjo rušenja črnih gradenj, s čimer je središču mesta in nabrežju reke Lane vrnil nekdanjo podobo. Rama je tudi dal prebarvati neugledne in puste stavbe v pisane barve, s čimer je pridobil pozornost v medijih in populariziral mesto na Zahodu.
V začetku 21. stoletja je Tirana doživela korenito preobrazbo in obnovo. Glavni izziv je bil hiter porast avtomobilizma, ki je zahteval širitev mestnih vpadnic, nova križišča, krožišča in avtoceste. V širšem središču so začele rasti stolpnice, na primer The Plaza Tirana (dokončan 2015), 4 Ever Green Tower, Rajfi Residence in druge. Vendar pa je njihova gradnja pogosto nenadzorovana in mesto načrtuje, da bo do leta 2030 zanjo veljalo strožje načrtovanje. V letih 2016–17 je bil Skenderbegov trg obnovljen in spremenjen v cono za pešce brez avtomobilskega prometa. Za obnovo je mesto Tirana prejelo mednarodno nagrado za najbolje oblikovan javni prostor.
Konec leta 2019 je Albanijo prizadel potres z epicentrom pri Draču, ki je po prvih ocenah povzročil škodo na okoli 1500 zgradbah v Tirani, o smrtnih žrtvah pa iz mesta niso poročali.

## Prebivalstvo
Po popisu leta 2011 je imela Tirana skupaj 418 495 prebivalcev, mestna občina skupaj s predmestji pa še okoli 140 000 več. Gostota prebivalstva občine je bila 502/km2; vrednost je v primerjavi z drugimi velikimi mesti nižja, predvsem ker del občine zavzema tudi park Dajti vzhodno od mesta. Tirana je tudi največje mesto v Albaniji po površini. Širša aglomeracija, ki vključuje tudi pristaniško mesto Drač in druga mesta v bližini, šteje do milijon prebivalcev, kar je približno tretjina celotnega prebivalstva države.
Prebivalstvo Tirane je etnično homogeno, na popisu 2011 se jih je 84,1 % izreklo za Albance.
55,7 % prebivalcev Tirane se je na popisu opredelilo za muslimane, 11,8 % za kristjane (od tega 6,4 % pravoslavnih in 5,4 % katoličanov), 3,4 % pa je bilo bektašev. 29,1 % jih ni pripadalo nobenemu verstvu. Po letu 1990 so v Tirani zgradili številne nove džamije in cerkve, vključno s pravoslavno in katoliško katedralo.